# Oscinella spelndida
Oscinella spelndida är en tvåvingeart som beskrevs av Curtis W. Sabrosky 1951. Oscinella spelndida ingår i släktet Oscinella och familjen fritflugor.
Artens utbredningsområde är Uganda. Inga underarter finns listade i Catalogue of Life.